# Suðuroy

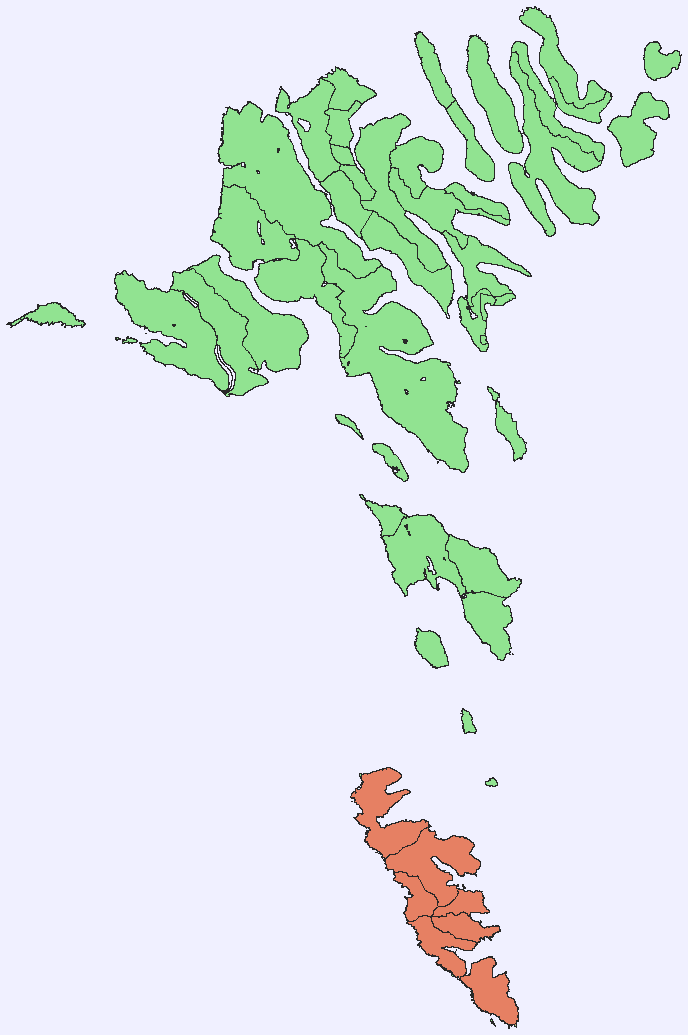
Vị trí đảo Suðuroy trên bản đồ Quần đảo Faroe.

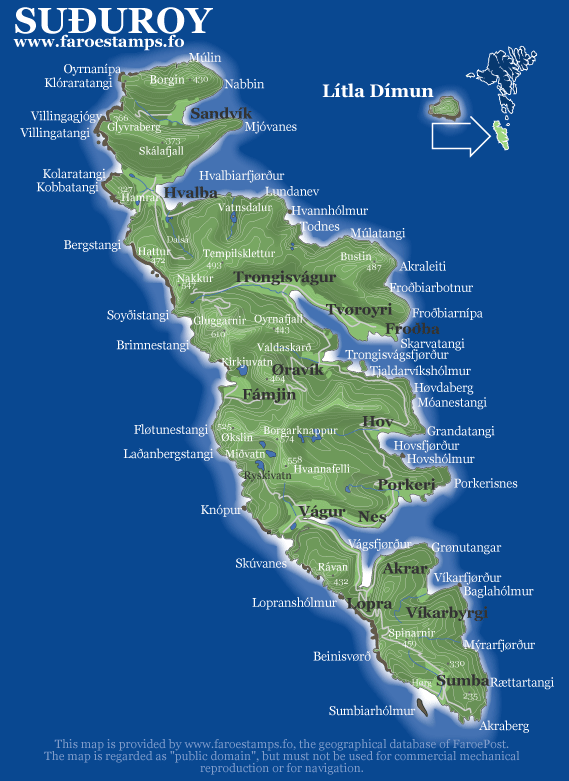

Suðuroy là 1 đảo của Quần đảo Faroe, nằm ở cực nam của quần đảo.(Suðuroy tiếng Faroe nghĩa là đảo ở phía nam). Đảo có diện tích là 163.7 km², với 5041 cư dân (năm 2004). Suðuroy có các thành phố và thôn làng sau (từ bắc xuống nam): Sandvík (tái lập cuối thế kỷ 19), Hvalba, Froðba, Tvøroyri, Trongisvágur, Øravík, Fámjin, Hov, Porkeri, Vágur, Akrar, Lopra và Sumba.
Thôn Akrarbyrgi ở cực nam của đảo đã bị bỏ hoang từ thời trung cổ và 1 thôn khác là Víkarbyrgi đã bị bỏ hoang từ cuối thập niên 1990. Giữa thế kỷ 20 người ta lập thêm 2 thôn là Tjaldavík trên bờ vịnh phía đông Øravík và Fámará trong 1 thung lũng ở phía tây Vágur, nhưng nay cả hai thôn này cũng bị bỏ hoang.

## Địa lý
Điểm cao nhất của đảo Suðuroy là núi Gluggarnir (610 m), nhưng ngọn nổi tiếng nhất lại là núi Beinisvørð ở phía tây làng Sumba. Vẻ đẹp của núi Beinisvørð đã được thi sĩ địa phương  Poul F. Joensen (1899-1970) ca tụng.

## Thể thao

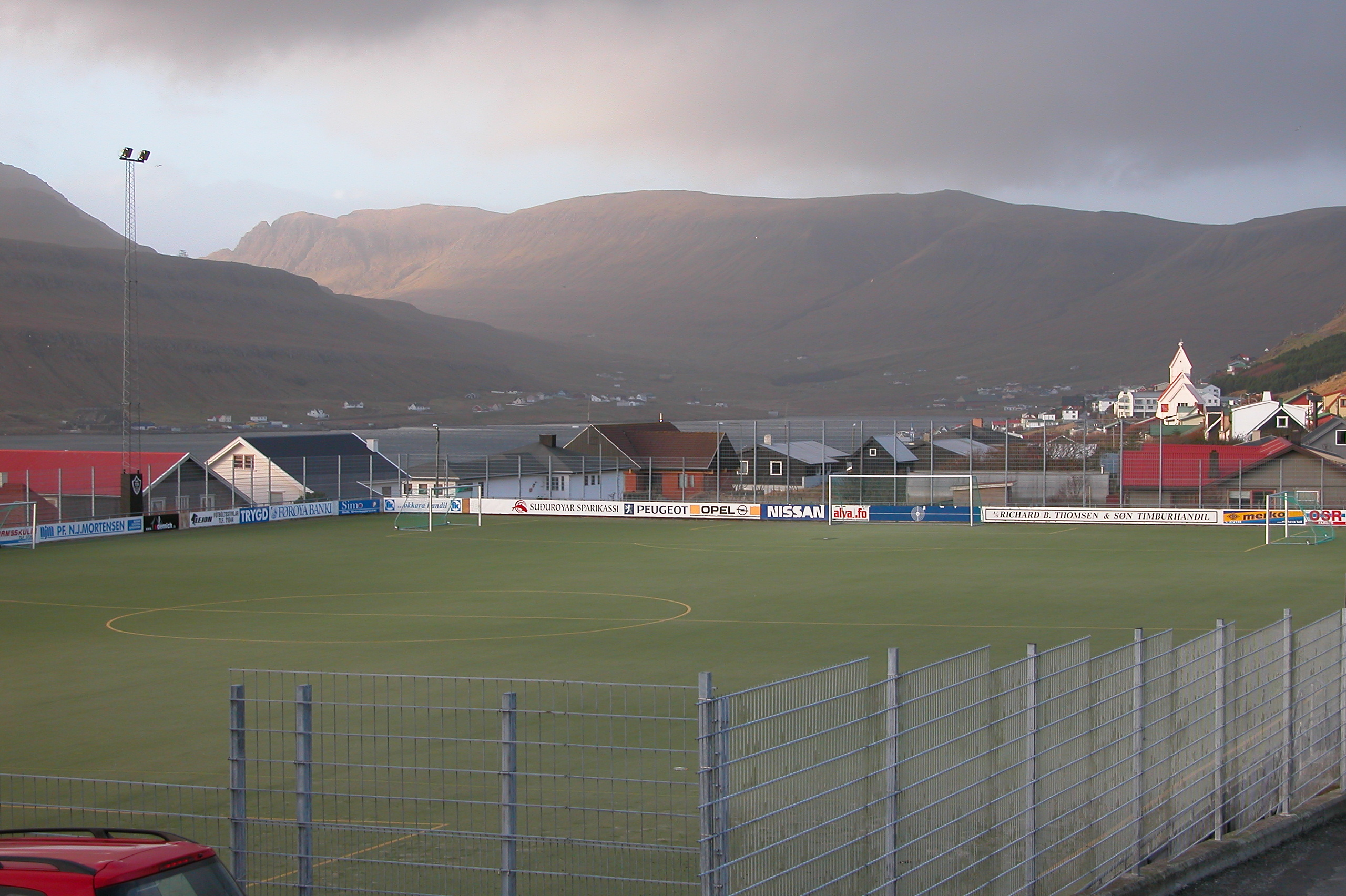
Khu thể thao ở Tvøroyri

Câu lạc bộ thể thao lâu đời nhất của Quần đảo Faroe là Câu lạc bộ bóng đá Tvøroyrar Bóltfelag, (TB) được thành lập ở Tvøroyri ngày 13.5.1892. Đây cũng là câu lạc bộ bóng đá lâu đời thứ 9 của Vương quốc Đan Mạch. Ngoài ra còn 3 câu lạc bộ bóng đá khác là Vágs Bóltfelag, (VB), Royn của Hvalba và câu lạc bộ bóng đá Sumba. Các câu lạc bộ này đấu trong giải bóng đá Quần đảo Faroe. Câu lạc bộ Tvøroyrar Bóltfelag đã đoạt chức vô địch 7 lần (lần chót năm 1987), còn câu lạc bộ Vágs Bóltfelagall đoạt giải năm 2000.

## Du lịch
Du khách tới thăm Suðuroy sẽ đi bằng tàu phà từ Tórshavn. Nếu thời tiết tốt thì chuyến đi mất khoảng 2 giờ với cảnh nhìn 8 đảo vượt qua là Streymoy, Nólsoy, Hestur, Koltur, Sandoy, Skúvoy, Stóra Dímun, Lítla Dímun rồi tới Suðuroy. Từ cảng
Drelnes du khách sẽ đi xe bus tới Tvøroyri và các thôn làng khác.

## Gallery

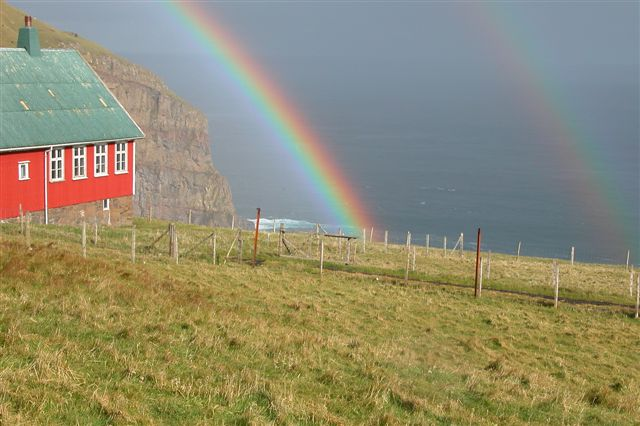
Cầu vồng đôi ở Akraberg
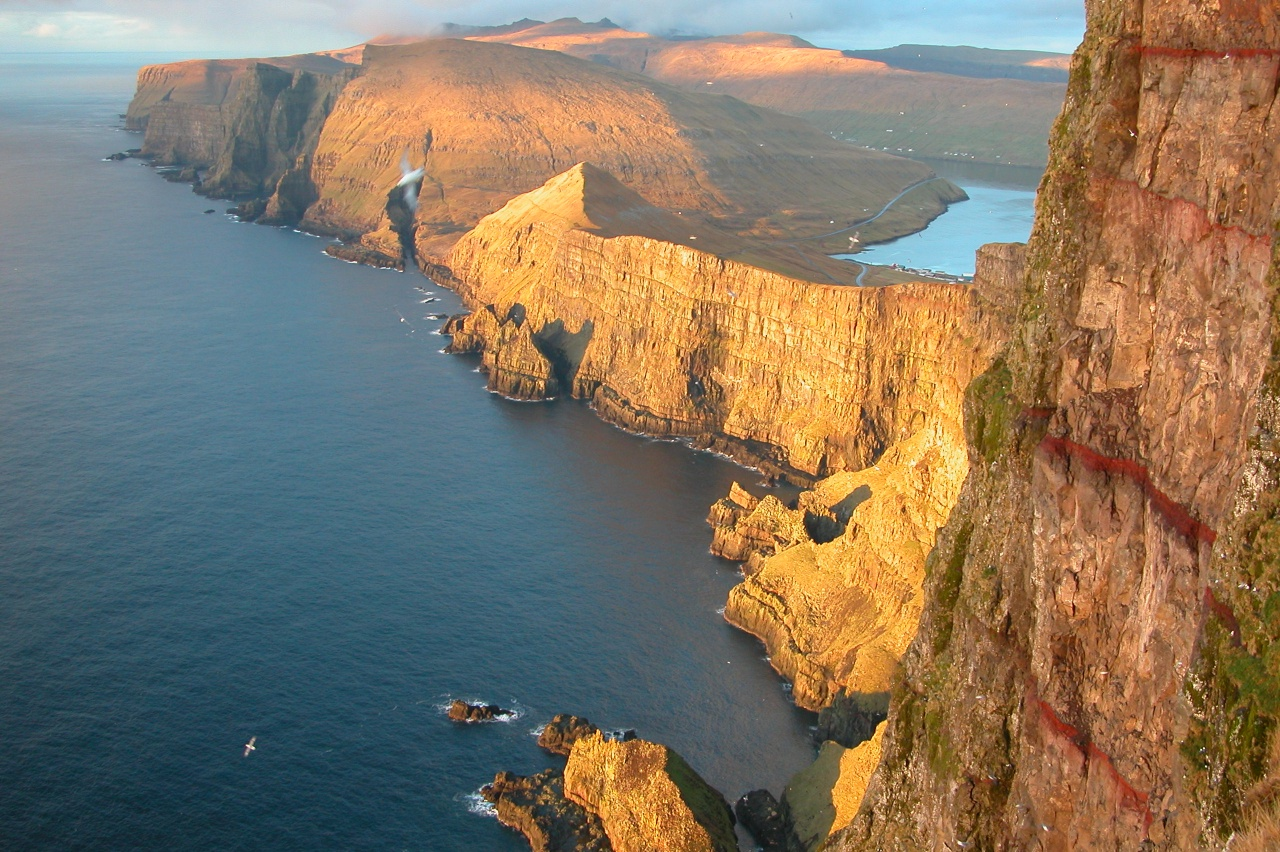
Bờ phía tây Suðuroy
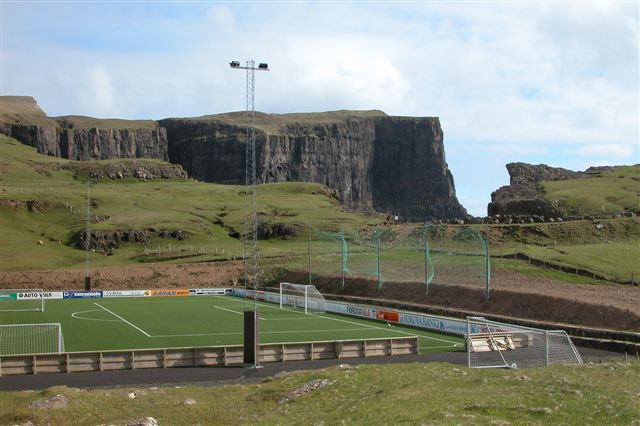
Sân bóng đá ở Vágur
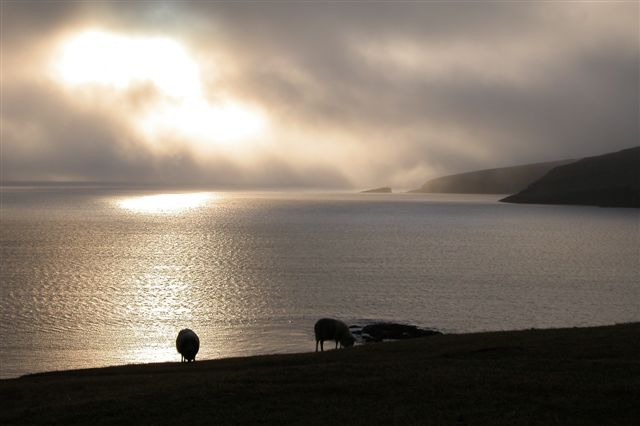
Cảnh nhìn từ Porkeri
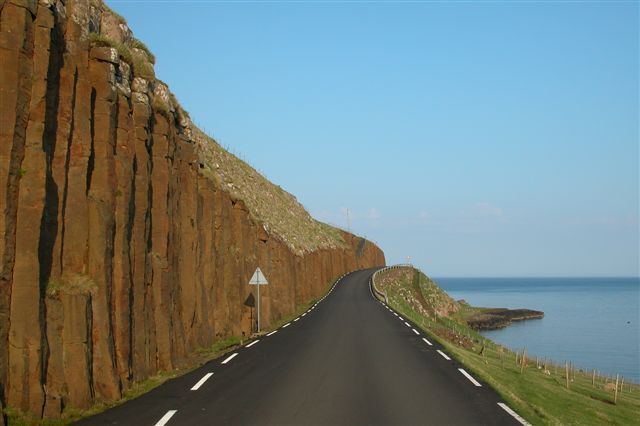
Basalt ở Froðba
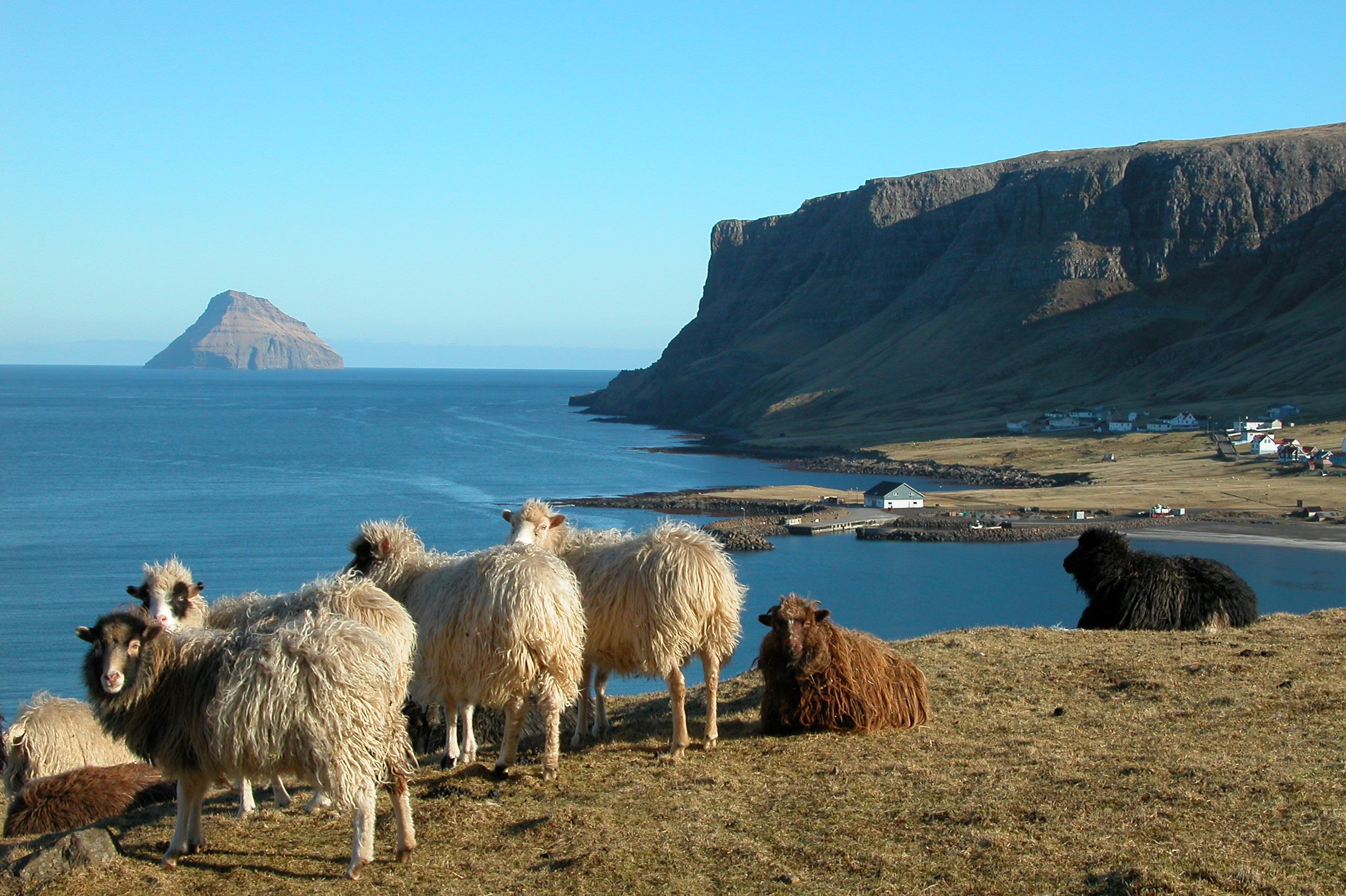
Hvalba và Lítla Dímun
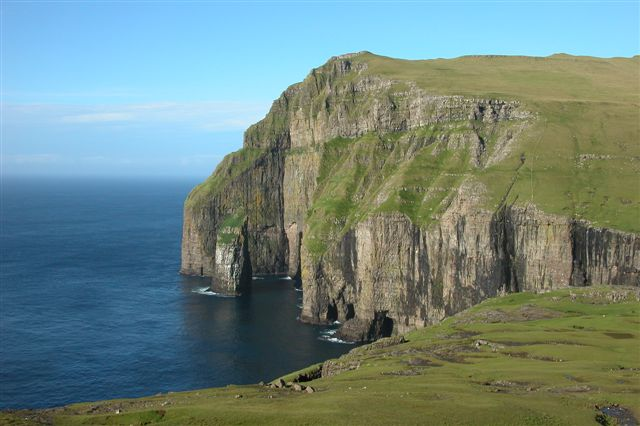
Ásmundurstakkur phía tây Sandvík
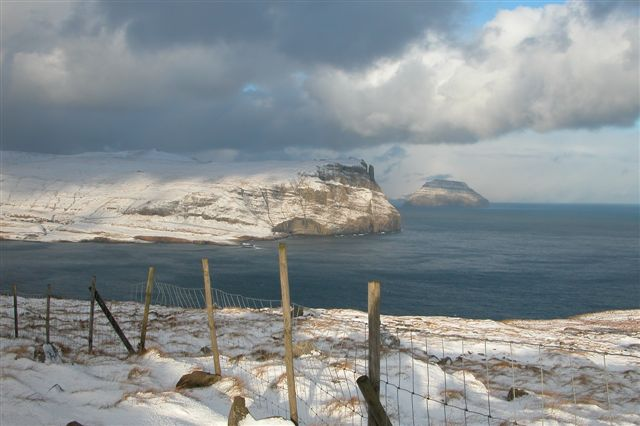
Mùa đông